# Jinshi
Pour le diplômé de l'examen impérial chinois, voir Jinshi (titre académique).
Jinshi (chinois : 津市市 ; pinyin : jīnshì shì) est une ville-district de la province du Hunan en Chine. Elle est placée sous la juridiction de la ville-préfecture de Changde.

## Géographie
La ville est située à 66 km du centre-ville de Changde, 259 de Wuhan, 939 de Shanghai et 1228 km de Pékin, la capitale.

La commune de Jinshi est délimitée principalement par le lac Beimin (zh) (北民湖) au nord, la rivière Lishui (澧水), le lac de l'Ouest et le lac Maoli.(voir carte ci-dessous).

### Subdivisions administratives
En 2017, Jinshi comporte 4 quartiers de commune, 5 bourgs, 2 cantons et 1 nongchang (农场).
- quartier de commune de Sanzhouyi (三洲驿街道)
- quartier de commune de Wangjiaqiao (汪家桥街道)
- quartier de commune de Xiangyangjie (襄阳街街道)
- quartier de commune de Jinyuling (金鱼岭街道)
- bourg de Xinzhou (zh) (新洲镇)
- bourg de Lingquan (zh) (灵泉镇)
- Bourg de Baiyi (zh) (白衣镇)
- Bourg de Dukou (zh) (渡口镇)
- Bourg de Baohedi (zh) (保和堤镇)
- Canton de Lijiapu (zh) (李家铺乡)
- Canton de Tanghua (zh) (棠华乡)
- Nongchang de Cendan 涔澹农场)

## Démographie
La population du district était de 256 673 habitants en 1999.